# Cholanaikanahalli, Bangalore South
Cholanaikanahalli là một làng thuộc tehsil Bangalore South, huyện Bangalore Urban, bang Karnataka, Ấn Độ.